# Pedro Barbosa de Luna
Pedro Barbosa de Luna (Viana da Foz do Lima — Lisboa, 23 de Outubro de 1621) foi um famoso jurisconsulto a político português.

## Biografia
Filho de Miguel Jácome de Luna e de sua mulher e parente D. Genebra Barbosa Aranha.
Estudou na Universidade de Coimbra e foi Colegial de São Paulo, onde entrou a 23 de Novembro de 1584, conservando-se ali até 13 de Novembro de 1587. Foi depois Lente de Prima na respectiva Faculdade de Leis, em cuja jurisprudência ali foi reputado um dos primeiros do Mundo.
Escreveu vários volumes de Comentários para a Interpretação dos Digestos, que fizeram grande ruído e foram bem recebidos em toda a Europa, e deles faz menção Nicolau António na sua Biblioteca Hispânica. Depois da sua morte, em 1627, publicou-se em Lisboa uma obra sua, escrita em Castelhano, dedicada a D. Filipe I de Portugal, com o título Memorial de la preferencia que haze el regno de Portugal y su Consejo al de Aragón y de las Dos Sicilias.
O Rei D. Sebastião I de Portugal tirou-o da Cadeira de Lente, nomeando-o Juiz Desembargador do Desembargo do Paço, exercendo também o cargo de Chanceler-Mor do Reino. Foi depois um dos quatro Ministros que D. Filipe I de Portugal escolheu para Conselheiros de Estado.
Foi nomeado Juiz Desembargador dos Agravos da Casa da Suplicação a 13 de Fevereiro de 1608.
Parece não ter sido homem antipático, afora o papel triste que desempenhou no Governo dos Filipes. Foi assassinado com uma estocada na noite de 23 de Outubro de 1621, perto de sua casa junto do Chafariz de El-Rei.
Casou com D. Antónia de Melo e Vasconcelos ou de Vasconcelos e Brito, Senhora do Morgado de Serzedelo, de Alvarenga e do Morgado da Fonte Boa, filha de Miguel da ou de França Moniz, Senhor do Prazo de Serzedelo, e de sua mulher D. Guiomar de Eça e Vasconcelos ou de Vasconcelos, Senhora de Alvarenga e do Morgado da Fonte Boa. Foram pais de Miguel de Vasconcelos e Brito, D. Frei Pedro Barbosa de Eça e Mariana de Luna.